# Santa Lucía Cotzumalguapa
Santa Lucía Cotzumalguapa est une ville du Guatemala située dans le département d'Escuintla.

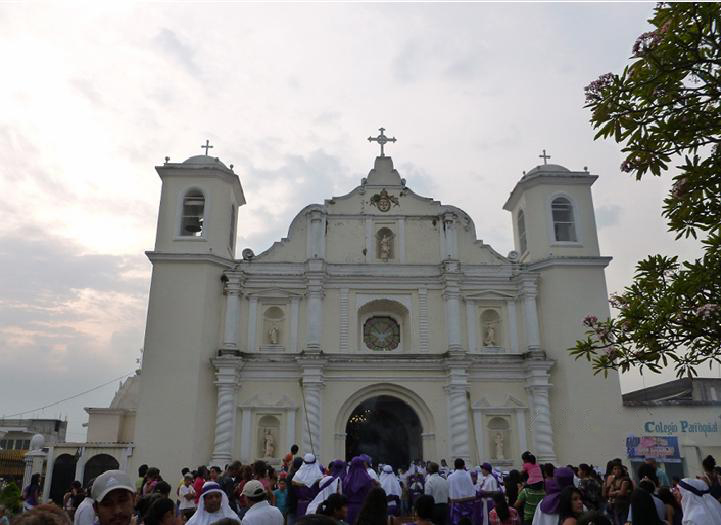
Église de Santa Lucia Cotzumalguapa.